# Svanninge
Svanninge är en tidigare tätort i Fåborg-Midtfyns kommun i Region Syddanmark i Danmark. Tätorten hade 204 invånare (2023). Före 2024 utgjorde Svanninge en egen tätort, men invånarantalet har sedan dess sjunkit under 200 invånare. Den ligger på Fyn, cirka 20 kilometer sydväst om Ringe.